# Кавони-Ђинестрето (Козенца)
Кавони-Ђинестрето је насеље у Италији у округу Козенца, региону Калабрија.
Према процени из 2011. у насељу је живело 1558 становника. Насеље се налази на надморској висини од 141 м.